# Drinking from the Bottle
Drinking from the Bottle è un singolo del disc jockey britannico Calvin Harris pubblicato il 27 gennaio 2013 come terzo estratto dal suo terzo album in studio 18 Months. Il brano è stato eseguito in collaborazione con il rapper Tinie Tempah e ha raggiunto la numero cinque nella Official Singles Chart.

## Video musicale
Calvin Harris e Tinie Tempah sono stati impegnati nelle riprese del video durante la prima settimana di dicembre. Il dj ha postato il suo nuovo video sul canale YouTube il 2 dicembre 2012. Il 21 dicembre 2012 Calvin Harris ha riportato il video ufficiale sulla sua pagina VEVO.

## Classifiche
| Classifica (2012/13) | Posizione massima |
| -------------------- | ----------------- |
| Australia            | 16                |
| Belgio (Fiandre)     | 62                |
| Irlanda              | 9                 |
| Nuova Zelanda        | 34                |
| Paesi Bassi          | 83                |
| Regno Unito          | 5                 |
| Repubblica Ceca      | 21                |
| Svezia               | 59                |

## Date di pubblicazione
| Paese       | Data            | Etichetta                         | Formato           |
| ----------- | --------------- | --------------------------------- | ----------------- |
| Regno Unito | 27 gennaio 2013 | Deconstruction, Fly Eye, Columbia | Download digitale |